# الین اوستوول
الین اوستوول (به انگلیسی: Elin Austevoll) (زادهٔ ۲۱ سپتامبر ۱۹۷۴) شناگر اهل نروژ است.